# Henry Sewell

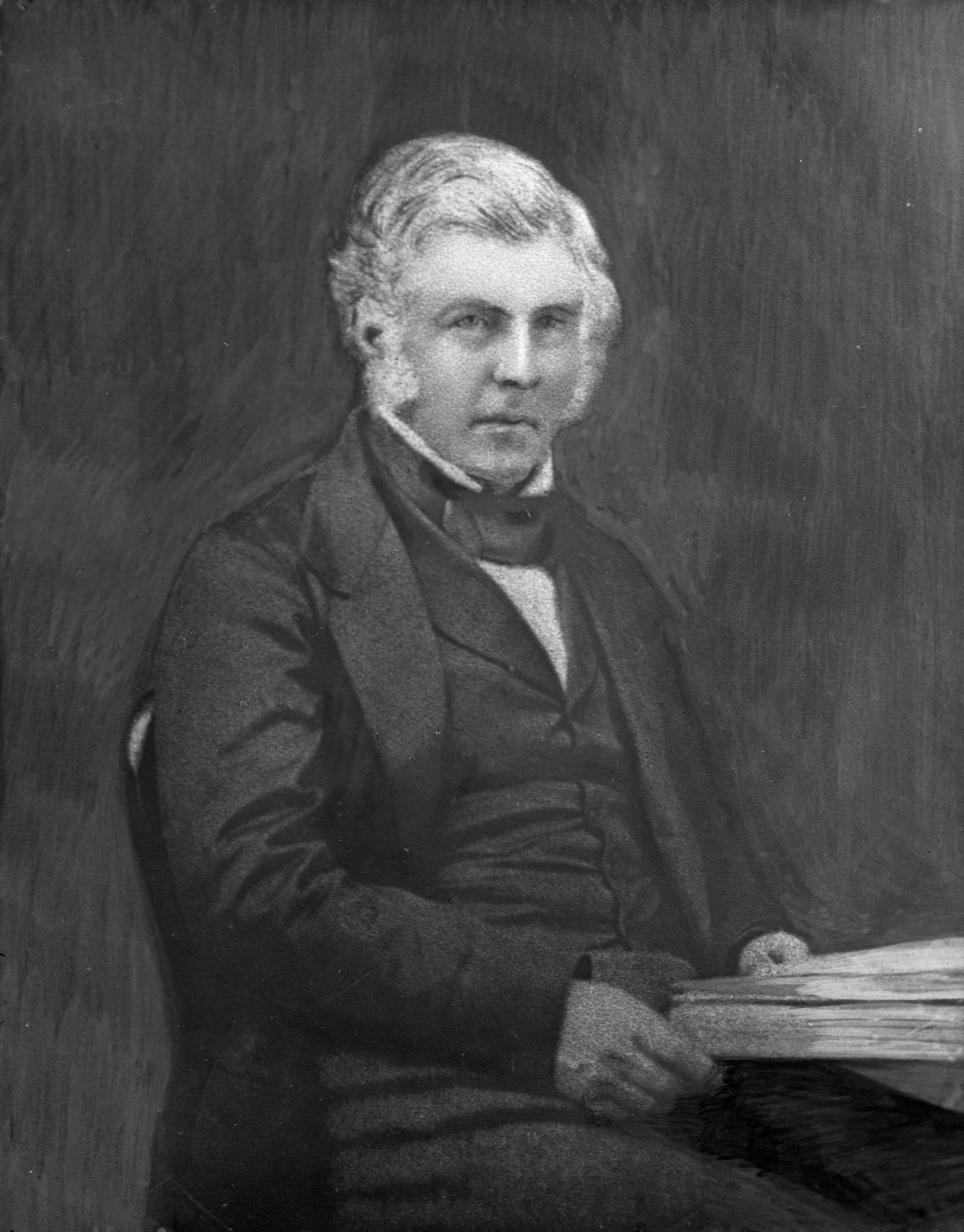
Henry Sewell

Henry Sewell (* 7. September 1807 in Newport, Isle of Wight; † 14. Mai 1879 in Cambridge, England) war britisch-neuseeländischer Politiker und der erste Premierminister Neuseelands. Er trat sein Amt am 7. Mai 1856 an, musste aber bereits 13 Tage später nach einem Misstrauensvotum zurücktreten.

## Frühe Lebensjahre
Sewell wurde auf der Isle of Wight, einer Insel vor der Südküste Englands, geboren. Seine Familie war relativ wohlhabend; Sewell erhielt eine gute Ausbildung und arbeitete danach als Rechtsanwalt. 1840 verlor sein Vater jedoch nach dem Konkurs einer Bank eine beträchtliche Geldsumme, starb kurz darauf und hinterließ der Familie hohe Schulden. Wenig später starb auch Sewells erste Frau Lucinda Nedham, die er 1834 geheiratet hatte. 1850 heiratete er Elizabeth Kittoe und plante die Auswanderung nach Neuseeland, auf bessere finanzielle Aussichten in der Kolonie hoffend.
Sewells Verbindung zu Neuseeland war durch die Canterbury Association zustande gekommen, eine britische Organisation, welche die Kolonialisierung der neuseeländischen Provinz Canterbury zum Ziel hatte. Bis zu seiner Abreise nach Neuseeland war Sewell Vizedirektor der Organisation und löste dabei zahlreiche organisatorische und finanzielle Probleme. Schließlich kam er am 2. Februar 1853 in Christchurch an, der Hauptsiedlung der Region Canterbury. Allmählich gelang es ihm, die zahlreichen Probleme der jungen Kolonie zu lösen, trotz der persönlichen Differenzen mit James FitzGerald, dem Oberaufseher der Provinz.

## Politische Karriere
Am 1. Oktober 1853 fanden die ersten neuseeländischen Parlamentswahlen statt und Sewell wurde als Abgeordneter der Stadt Christchurch gewählt. Die erste Parlamentssitzung fand am 23. Mai 1854 statt. Sewells Fähigkeiten in juristischen und finanziellen Fragen erwiesen sich als sehr nützlich, allerdings wurde er als elitär und zurückhaltend kritisiert. Im damaligen politischen Spektrum, das vom Gegensatz zwischen Zentralisten und Provinzialisten geprägt war, nahm er zunächst eine neutrale Position ein, neigte sich dann jedoch stärker zur zentralistischen Seite. Darüber hinaus war er ein vehementer Befürworter der neuseeländischen Selbstverwaltung.
Als Sewell und andere Politiker durch Generalgouverneur Robert Wynyard zu Mitgliedern eines „inoffiziellen“ Exekutivrates ernannt wurden, glaubte er, die Selbstverwaltung stünde bald bevor. Als offensichtlich wurde, dass Wynyard die Ernennungen lediglich auf temporärer Basis vorgenommen hatte und nicht überzeugt war, dass das Parlament ohne Anweisungen des Königshauses regieren konnte, traten Sewell und seine Kollegen zurück.

## Premierminister
Wynyards Nachfolger Thomas Gore Browne gab bekannt, dass die Selbstverwaltung mit der konstituierenden Sitzung des zweiten neuseeländischen Parlaments beginnen würde. Sewell trat erfolgreich zur Wiederwahl an. Aufgrund seiner Erfahrungen im Exekutivrat wurde er gebeten, eine Regierung zu bilden. Am 18. April 1856 wurde er in den Exekutivrat gewählt und erhielt am 7. Mai den Titel eines Kolonialsekretärs (was dem heutigen Premierminister entspricht).
Wegen der starken zentralistischen Tendenzen erwies sich Sewells Regierung als kurzlebig. William Fox, der Anführer der Provinzialisten, stürzte ihn am 20. Mai mit einem Misstrauensvotum, nicht einmal zwei Wochen nach der Amtseinsetzung. Fox wiederum wurde bereits am 2. Juni durch den moderaten Edward Stafford ersetzt.

## Weitere politische Tätigkeiten
Stafford bot Sewell den Posten des Finanzministers (Colonial Treasurer) an. In dieser Funktion gelang es ihm, einen Finanzpakt zwischen der Zentralregierung und den Provinzen auszuhandeln. Ende 1856 reiste Sewell nach England, wo er mit der britischen Regierung Verträge aushandelte. Als er 1859 wieder nach Neuseeland zurückkehrte, übernahm er das Ministeramt wieder, trat jedoch nach einem Monat zurück. Später diente Sewell als Generalstaatsanwalt und Justizminister. 1873 beendete er seine politische Karriere und zog drei Jahre später endgültig nach England. Im Alter von 71 Jahren starb er in Cambridge.